# Février 2018
Février 2018 est le 2e mois de l'année 2018.

## Événements
- 2 février : premier lancement réussi du lanceur japonais SS-520-5, le plus petit au monde.
- 3 février : une fusillade raciste à Macerata, qui blesse 6 personnes, perturbe la campagne des élections générales en Italie.
- 4 février :
  - Níkos Anastasiádis est réélu au second tour de l'élection présidentielle à Chypre ;
  - élections présidentielle (1er tour) et législatives au Costa Rica ;
  - référendum en Équateur.
- 5-6 février : le président des Maldives Abdulla Yameen Abdul Gayoom ordonne l'arrestation de l'ancien président et chef de l'opposition Maumoon Abdul Gayoom, déclare l'état d'urgence pour 15 jours, puis fait arrêter le président de la Cour suprême Abdulla Saeed et un autre juge qui avaient cassé les condamnations de 9 opposants politiques et avaient ordonné leur remise en liberté le 1er février (ce que le gouvernement a refusé de faire)[1],[2].
- 6 février :
  - premier lancement, réussi, du lanceur américain Falcon Heavy le plus puissant actuellement en service ;
  - un séisme de magnitude 6,4 à Taïwan fait au moins 17 morts.
- 7 février : élections de l'assemblée nationale népalaise.
- 8 février :
  - une offensive du régime syrien contre les Forces démocratiques syriennes est repoussée après une intervention des forces aériennes de la coalition ;
  - conformément aux résultats d'un référendum voté en décembre 2017, les Bermudes abrogent le mariage homosexuel après l'avoir légalisé en mai 2017, c'est une première mondiale.
- 9 février :
  - cérémonie d'ouverture des Jeux olympiques d'hiver de 2018 en Corée du Sud ;
  - 33e cérémonie des Victoires de la musique à Boulogne-Billancourt (France).
- Du 9 au 25 février : Jeux olympiques d'hiver de 2018 à Pyeongchang en Corée du Sud.
- 11 février :
  - élections législatives à Monaco ;
  - le vol 703 Saratov Airlines s'écrase en Russie avec 71 personnes à bord.
- 14 février :
  - Jacob Zuma démissionne de ses fonctions de président de l'Afrique du Sud ;
  - une fusillade fait 17 morts dans un lycée de Parkland, en Floride ;
  - combat d'Inaghalawass entre l'armée française et les djihadistes au Mali.
- 15 février :
  - éclipse solaire partielle ;
  - à la suite de la démission de Jacob Zuma, Cyril Ramaphosa devient président à sa place ;
  - démission du Premier ministre d'Éthiopie Haile Mariam Dessalegn.
- 15 au 25 février : Berlinale 2018 (festival de cinéma) à Berlin en Allemagne.
- 18 février :
  - le vol 3704 Iran Aseman Airlines s'écrase près de Semirom (Iran) avec 65 personnes à bord ;
  - au Daghestan (Russie), une attaque contre une église orthodoxe fait 5 morts.
- À partir du 20 février : « Opération île morte », une grève générale de plusieurs semaines à Mayotte contre l'insécurité et l'immigration comorienne incontrôlée.
- 23 février : élections législatives à Djibouti.
- 25 février : 
  - élections régionales au Tyrol (Autriche) ;
  - cérémonie de clôture des Jeux olympiques d'hiver de 2018 en Corée du Sud ;
  - assassinat de Ján Kuciak en Slovaquie ;
  - séisme meurtrier de magnitude 7,5 en Papouasie-Nouvelle-Guinée[3].
- 26 février :
  - élections législatives à Saint-Martin (Pays-Bas) ;
  - le roi d'Arabie Saoudite Salmane ben Abdelaziz Al Saoud, sur suggestion de son ministre de la Défense et Prince héritier Mohammed ben Salmane Al Saoud, limoge tous les principaux dirigeants militaires et plusieurs fonctionnaires civils, dont le chef d'état-major le général Abdel Rahmane ben Saleh al-Bunyan[4].